# 3674 Erbisbil
3674 Erbisbil је Марсов тројански астероид чија средња удаљеност од Сунца износи 2,359 астрономских јединица (АЈ).
Апсолутна магнитуда астероида је 12,1.